# アイヌ史の時代区分
アイヌ史の時代区分では、アイヌ史における時代区分を示す。アイヌ史の時代区分については、日本史の時代区分とは異なるものが必要であるとの認識が共有されているものの、現在に至るまで総合化・体系化された時代区分論は存在しない。
そのため、この記事では現在存在するいくつかのアイヌ史時代区分について解説し、それらを併記した暫定的な時代区分表を挙げる。

## 概要
アイヌ民族の居住地域であった北海道・南樺太・千島一帯は約2千年前までは本州島などと共通する縄文文化が広まっていたが、稲作技術とともに弥生文化が広まると、現在の秋田県~岩手県以北の地域では稲作ができないために弥生文化人とは異なる独自の文化(続縄文文化)を育むことになった。
続縄文文化以後、北海道島周辺では擦文文化・オホーツク文化が興り、大和朝廷による統一が進む本州の多くとは異なる歴史をたどったことについては広く受け入れられている。しかし、13世紀頃に擦文文化人を主体としてアイヌ文化が成立して以後のアイヌ民族史については、多数の研究者によって様々な時代区分論が唱えられている一方で、広く社会的に受け入れられている時代区分論が存在しない。
一般的には北海道庁編纂の『北海道史』に代表される所謂「開拓史観」が北海道島の時代区分論として知られているが、この時代区分論はアイヌ民族史の独自性を無視した、「和人の北海道島への進出史」のみが強調された史観であるとの批判が戦後よりなされている。「開拓史観」に対する批判は根強いものの、一方でこれに取って代わる時代区分論は今のところ存在しないのが現状である。
戦後日本の歴史研究者によって新たな時代区分論がいくつか提唱されてはいるが、それぞれ時代区分の捉え方にズレが存在し、統一・体系化されたアイヌ史の時代区分が形成されているとは言い難い。とりわけ各区分論で大きな相違点がみられるのは第一次幕領期(1799年)から旧土人保護法頒布(1899年)までの期間で、これはアイヌ史上の近世・近代をどのように位置づけるか、という問題に対する共通認識が形成されていないことに由来する。

## 各時代区分論

### (1)「北海道史(開拓史観)」
北海道庁編纂の『北海道史』などに代表される、最も広く知られる時代区分論。日本史の時代区分論にしたがって政権の所在地もしくは為政者の家名を名称とし、安藤氏時代・松前氏時代・前後幕領時代・開拓使時代・道庁時代と区分される。この時代区分論は日本史と連動しているがために時代区分の画期が明瞭で、「和人政権の蝦夷地支配の変遷」という視点で見ると適切な時代区分であると言える。
反面、この時代区分論はアイヌ民族史の独目性を軽視したものであり、一面的なものであるという批判がなされている。俗に「開拓史観」という名称でも批判されており、近年ではこの点を問題にして北海道開拓記念館が北海道博物館と改称するといった動きが存在する。

### (2)高倉による時代区分論
この時代区分論は倭人による「対アイヌ政策の変遷」に主眼を置いたものであり、そのため(1)と大部分が一致する。(1) との大きな違いは近代以降の大きな画期を1899年(明治32年)の土人保護法施行に置く点にある。(1) と同様にアイヌ民族史の独自性を無視しているという批判はあるものの、日本史での枠組みに囚われず北方地域独自の事象を時代の画期と見る点は評価されている

### (3)佐々木による時代区分論
文献史料に基づき、アイヌ民族史の独自性を重視した時代区分論。アイヌ文化の成立(13世紀)以後、近代に至るまでの期間に戦乱が多発した時代が2つあったと想定し、それぞれ前期大闘争時代、平和時代、後期大闘争時代、役蝦夷時代と区分する。さらに、前期第闘争時代、後期第闘争時代はそれぞれアイヌ民族の口承文芸、ユーカラとウエペケレのモチーフになったと考え、「ユーカラの時代」、「ウエペケレの時代」と呼称する。
佐々木の時代区分論はアイヌの中近世史区分としては最も詳細であるが、それ以外の時代についてはそもそも叙述の対象となっていないため古代から現代に至るアイヌ民族通史とはなっていない。

### (4)河野による時代区分論
アイヌ民族と和人社会との関係を重視した時代区分論。和人の存在を重視する点では(1)(2)と同様であるが、アイヌ民族と倭人の関係に注目して北海道独自の時代区分論を展開した点に特徴がある。河野はアイヌ史を自然に依拠する生活が主体で和人との交流が少ない「前近代先古層期」と「前近代古層期」、和人の進出によってアイヌ社会が変容していく「前近代変容期」、近代国家の統治下に入って以後の「近現代」の4つに大きく分類し、更に大区分の下に詳細な下位区分を設けている。
この時代区分論は「アイヌ-和人関係史」としては充実しているが、逆にモンゴル帝国やロシアといった大陸側との関係史が軽視されている。

### (5)宇田川による時代区分論
老古学的研究に基づき、物質史料からアイヌ民族独自の発展を位置づけようとする時代区分論。まず、宇田川は擦文文化からアイヌ文化への移行で考古学的に最も顕著な事象は擦文土器の使用から内耳土器の使用への変遷であると指摘し、13 世紀~14世紀頃を「内耳土器時代」と称する。そして、アイヌ民族独自の建造物「チャシ」が用いられる15世紀~18世紀を「チャシ時代」、それ以後を「新アイヌ文化時代」と区分する。
遺物・遺跡という物質史料に基づいた時代区分論はアイヌ民族の生活の変遷を正確に反映してるといえる反面、考古学史科の性格上大まかな年代でしか時代区分ができず、時代ごとの区切りが明瞭でない点に難がある。

## アイヌ史時代区分表
| 西暦    | 日本史 | 道史        | 道南                                                                              | 道央                                                                              | 道央                                                                              | 道東                                                                              | 道北                                                                              | 千島                                                                              | 樺太                                                                              | 樺太                          | 沿海州                 | 中国                   | 出来事                                                                                                |
| 前1世紀 | 弥生   | 続縄文 時代 | (恵山式)                                                                          | (江別太式)                                                                        | (江別太式)                                                                        | (下田ノ沢式)                                                                      | (宇津内式)                                                                        |                                                                                   | 鈴谷文化                                                                          | 鈴谷文化                      | 粛慎                   | 前漢                   | |
| 1世紀   | 弥生   | 続縄文 時代 | (恵山式)                                                                          | (後北式)                                                                          | (後北式)                                                                          | (下田ノ沢式)                                                                      | (宇津内式)                                                                        | 挹婁                                                                              | 鈴谷文化                                                                          | 鈴谷文化                      | 後漢                   |                        | |
| 2世紀   | 弥生   | 続縄文 時代 | (恵山式)                                                                          | (後北式)                                                                          | (後北式)                                                                          | (下田ノ沢式)                                                                      | (宇津内式)                                                                        | 挹婁                                                                              | 鈴谷文化                                                                          | 鈴谷文化                      | 後漢                   |                        | |
| 3世紀   | 弥生   | 続縄文 時代 | 続縄文時代                                                                        | 続縄文時代                                                                        | 続縄文時代                                                                        | 続縄文時代                                                                        |                                                                                   | 挹婁                                                                              | 鈴谷文化                                                                          | 鈴谷文化                      | 三国                   |                        | |
| 4世紀   | 古墳   | 続縄文 時代 | 前3世紀 - 7世紀                                                                   | 前3世紀 - 7世紀                                                                   | 前3世紀 - 7世紀                                                                   | 前3世紀 - 7世紀                                                                   |                                                                                   | 挹婁                                                                              |                                                                                   |                               | 西晋                   |                        | |
| 5世紀   | 古墳   | 続縄文 時代 | (北大式)                                                                          | (北大式)                                                                          | (北大式)                                                                          | オホーツク文化 (粛慎・流鬼国)                                                     | オホーツク文化 (粛慎・流鬼国)                                                     | オホーツク文化 (粛慎・流鬼国)                                                     | オホーツク文化 (粛慎・流鬼国)                                                     | オホーツク文化 (粛慎・流鬼国) | 勿吉                   | 南北朝                 | |
| 6世紀   | 古墳   | 続縄文 時代 | (北大式)                                                                          | (北大式)                                                                          | (北大式)                                                                          | オホーツク文化 (粛慎・流鬼国)                                                     | オホーツク文化 (粛慎・流鬼国)                                                     | オホーツク文化 (粛慎・流鬼国)                                                     | オホーツク文化 (粛慎・流鬼国)                                                     | オホーツク文化 (粛慎・流鬼国) | 勿吉                   | 南北朝                 | |
| 7世紀   | 飛鳥   | 続縄文 時代 | (北大式)                                                                          | (北大式)                                                                          | (北大式)                                                                          | オホーツク文化 (粛慎・流鬼国)                                                     | オホーツク文化 (粛慎・流鬼国)                                                     | オホーツク文化 (粛慎・流鬼国)                                                     | オホーツク文化 (粛慎・流鬼国)                                                     | オホーツク文化 (粛慎・流鬼国) | 靺鞨                   | 唐                     | 658年 - 阿倍比羅夫による渡島遠征。 渡島の蝦夷(擦文人)が比羅夫と協力して粛慎(オホーツク文化人)を討つ。 |
| 8世紀   | 奈良   | 擦文 時代   | 擦文時代 (擦文文化) 7世紀 - 13世紀                                                | 擦文時代 (擦文文化) 7世紀 - 13世紀                                                | 擦文時代 (擦文文化) 7世紀 - 13世紀                                                | オホーツク文化 (粛慎・流鬼国)                                                     | オホーツク文化 (粛慎・流鬼国)                                                     | オホーツク文化 (粛慎・流鬼国)                                                     | オホーツク文化 (粛慎・流鬼国)                                                     | オホーツク文化 (粛慎・流鬼国) | 渤海                   | 唐                     | |
| 9世紀   | 平安   | 擦文 時代   | 擦文時代 (擦文文化) 7世紀 - 13世紀                                                | 擦文時代 (擦文文化) 7世紀 - 13世紀                                                | 擦文時代 (擦文文化) 7世紀 - 13世紀                                                | オホーツク文化 (粛慎・流鬼国)                                                     | オホーツク文化 (粛慎・流鬼国)                                                     | オホーツク文化 (粛慎・流鬼国)                                                     | オホーツク文化 (粛慎・流鬼国)                                                     | オホーツク文化 (粛慎・流鬼国) | 渤海                   | 唐                     | |
| 10世紀  | 平安   | 擦文 時代   | 擦文時代 (擦文文化) 7世紀 - 13世紀                                                | 擦文時代 (擦文文化) 7世紀 - 13世紀                                                | 擦文時代 (擦文文化) 7世紀 - 13世紀                                                | オホーツク文化 (粛慎・流鬼国)                                                     | オホーツク文化 (粛慎・流鬼国)                                                     | オホーツク文化 (粛慎・流鬼国)                                                     | オホーツク文化 (粛慎・流鬼国)                                                     | オホーツク文化 (粛慎・流鬼国) | 契丹                   | 宋                     | |
| 11世紀  | 平安   | 擦文 時代   | 擦文時代 (擦文文化) 7世紀 - 13世紀                                                | 擦文時代 (擦文文化) 7世紀 - 13世紀                                                | 擦文時代 (擦文文化) 7世紀 - 13世紀                                                | (トビニタイ文化)                                                                  | (トビニタイ文化)                                                                  |                                                                                   |                                                                                   |                               | 契丹                   | 宋                     | |
| 12世紀  | 平安   | 擦文 時代   | 擦文時代 (擦文文化) 7世紀 - 13世紀                                                | 擦文時代 (擦文文化) 7世紀 - 13世紀                                                | 擦文時代 (擦文文化) 7世紀 - 13世紀                                                | (トビニタイ文化)                                                                  | (トビニタイ文化)                                                                  | 女真                                                                              | 12世紀より、ヌルガンを中心とする黒竜江下流域の統治が始まる。                      |                               |                        | 宋                     | |
| 13世紀  | 鎌倉   | 安東氏 時代 |                                                                                   |                                                                                   |                                                                                   |                                                                                   |                                                                                   |                                                                                   |                                                                                   | モンゴル帝国                  | モンゴル帝国           | モンゴル帝国           | 13世紀 - アイヌ文化(ニブタニ文化)の成立 (※アイヌ文化への移行時期は場所によって時間差あり)。           |
| 14世紀  | 室町   | 安東氏 時代 | アイヌ文化前期(13世紀 - 15世紀)・内耳土器時代(14世紀 - 15世紀)・前近代古層終末期※ | アイヌ文化前期(13世紀 - 15世紀)・内耳土器時代(14世紀 - 15世紀)・前近代古層終末期※ | アイヌ文化前期(13世紀 - 15世紀)・内耳土器時代(14世紀 - 15世紀)・前近代古層終末期※ | アイヌ文化前期(13世紀 - 15世紀)・内耳土器時代(14世紀 - 15世紀)・前近代古層終末期※ | アイヌ文化前期(13世紀 - 15世紀)・内耳土器時代(14世紀 - 15世紀)・前近代古層終末期※ | アイヌ文化前期(13世紀 - 15世紀)・内耳土器時代(14世紀 - 15世紀)・前近代古層終末期※ | アイヌ文化前期(13世紀 - 15世紀)・内耳土器時代(14世紀 - 15世紀)・前近代古層終末期※ | モンゴル帝国                  | モンゴル帝国           | モンゴル帝国           | 13世紀半ば〜14世紀初頭 - アイヌの樺太進出、モンゴル帝国の戦闘。 ⇒安藤氏の乱に波及。                   |
| 15世紀  | 室町   | 安東氏 時代 | アイヌ文化前期(13世紀 - 15世紀)・内耳土器時代(14世紀 - 15世紀)・前近代古層終末期※ | アイヌ文化前期(13世紀 - 15世紀)・内耳土器時代(14世紀 - 15世紀)・前近代古層終末期※ | アイヌ文化前期(13世紀 - 15世紀)・内耳土器時代(14世紀 - 15世紀)・前近代古層終末期※ | アイヌ文化前期(13世紀 - 15世紀)・内耳土器時代(14世紀 - 15世紀)・前近代古層終末期※ | アイヌ文化前期(13世紀 - 15世紀)・内耳土器時代(14世紀 - 15世紀)・前近代古層終末期※ | アイヌ文化前期(13世紀 - 15世紀)・内耳土器時代(14世紀 - 15世紀)・前近代古層終末期※ | アイヌ文化前期(13世紀 - 15世紀)・内耳土器時代(14世紀 - 15世紀)・前近代古層終末期※ | ギレミ                        | 女真                   | 明朝                   | 15世紀 - 道南における渡党の勢力拡大。道南十二館の成立。                                               |
| 15世紀  | 室町   | 安東氏 時代 | アイヌ文化後期(15世紀 - 19世紀)・チャシ時代(15世紀 - 18世紀)・前近代変容期※       | アイヌ文化後期(15世紀 - 19世紀)・チャシ時代(15世紀 - 18世紀)・前近代変容期※       | アイヌ文化後期(15世紀 - 19世紀)・チャシ時代(15世紀 - 18世紀)・前近代変容期※       | アイヌ文化後期(15世紀 - 19世紀)・チャシ時代(15世紀 - 18世紀)・前近代変容期※       | アイヌ文化後期(15世紀 - 19世紀)・チャシ時代(15世紀 - 18世紀)・前近代変容期※       | アイヌ文化後期(15世紀 - 19世紀)・チャシ時代(15世紀 - 18世紀)・前近代変容期※       | アイヌ文化後期(15世紀 - 19世紀)・チャシ時代(15世紀 - 18世紀)・前近代変容期※       | ギレミ                        | 女真                   | 明朝                   | 1457年 - コシャマインの戦い。「大闘争時代」の始まり。                                                 |
| 16世紀  | 戦国   | 安東氏 時代 | (大闘争時代/ユーカラの時代：1456年 - 1536年)・(局地対立関係期※)                   | (大闘争時代/ユーカラの時代：1456年 - 1536年)・(局地対立関係期※)                   | (大闘争時代/ユーカラの時代：1456年 - 1536年)・(局地対立関係期※)                   | (大闘争時代/ユーカラの時代：1456年 - 1536年)・(局地対立関係期※)                   | (大闘争時代/ユーカラの時代：1456年 - 1536年)・(局地対立関係期※)                   | (大闘争時代/ユーカラの時代：1456年 - 1536年)・(局地対立関係期※)                   | (大闘争時代/ユーカラの時代：1456年 - 1536年)・(局地対立関係期※)                   | ギレミ                        | 女真                   | 明朝                   | 1515年 - ショヤコウジ兄弟の戦い。                                                                     |
| 16世紀  | 戦国   | 安東氏 時代 | (蝦夷地の平和時代：1536年 - 1643年)・(局地妥協期・前商場関係期※)                  | (蝦夷地の平和時代：1536年 - 1643年)・(局地妥協期・前商場関係期※)                  | (蝦夷地の平和時代：1536年 - 1643年)・(局地妥協期・前商場関係期※)                  | (蝦夷地の平和時代：1536年 - 1643年)・(局地妥協期・前商場関係期※)                  | (蝦夷地の平和時代：1536年 - 1643年)・(局地妥協期・前商場関係期※)                  | (蝦夷地の平和時代：1536年 - 1643年)・(局地妥協期・前商場関係期※)                  | (蝦夷地の平和時代：1536年 - 1643年)・(局地妥協期・前商場関係期※)                  | ギレミ                        | 女真                   | 明朝                   | 1550年 - 夷狄の商舶往還の法度。「蝦夷地の平和時代」の始まり。                                         |
| 17世紀  | 江戸   | 松前氏 時代 | (蝦夷地の平和時代：1536年 - 1643年)・(局地妥協期・前商場関係期※)                  | (蝦夷地の平和時代：1536年 - 1643年)・(局地妥協期・前商場関係期※)                  | (蝦夷地の平和時代：1536年 - 1643年)・(局地妥協期・前商場関係期※)                  | (蝦夷地の平和時代：1536年 - 1643年)・(局地妥協期・前商場関係期※)                  | (蝦夷地の平和時代：1536年 - 1643年)・(局地妥協期・前商場関係期※)                  | (蝦夷地の平和時代：1536年 - 1643年)・(局地妥協期・前商場関係期※)                  | (蝦夷地の平和時代：1536年 - 1643年)・(局地妥協期・前商場関係期※)                  | ギレミ                        | ダイチン グルン (清朝) | ダイチン グルン (清朝) | 秀吉朱印状(1593年)・家康黒印状(1604年)⇒松前藩の成立。                                                 |
| 17世紀  | 江戸   | 松前氏 時代 | (諸豪勇時代/ウエペケレの時代：1643年 - 1789年)・(後商場関係期・場所関係期※)       | (諸豪勇時代/ウエペケレの時代：1643年 - 1789年)・(後商場関係期・場所関係期※)       | (諸豪勇時代/ウエペケレの時代：1643年 - 1789年)・(後商場関係期・場所関係期※)       | (諸豪勇時代/ウエペケレの時代：1643年 - 1789年)・(後商場関係期・場所関係期※)       | (諸豪勇時代/ウエペケレの時代：1643年 - 1789年)・(後商場関係期・場所関係期※)       | (諸豪勇時代/ウエペケレの時代：1643年 - 1789年)・(後商場関係期・場所関係期※)       | (諸豪勇時代/ウエペケレの時代：1643年 - 1789年)・(後商場関係期・場所関係期※)       | ギレミ                        | ダイチン グルン (清朝) | ダイチン グルン (清朝) | 1643年 - ヘナウケの戦い⇒「諸豪勇の時代」の始まり。 1669年 - シャクシャインの戦い                      |
| 18世紀  | 江戸   | 松前氏 時代 | (内浦アイヌ)                                                                      | (石狩アイヌ)                                                                      | (シュムクル)                                                                      | (メナシクル)                                                                      | (余市アイヌ)                                                                      | (千島アイヌ)                                                                      | (樺太アイヌ)                                                                      | ギレミ                        | ダイチン グルン (清朝) | ダイチン グルン (清朝) | 1713年〜 - ロシア人の北千島進出。                                                                     |
| 18世紀  | 江戸   | 松前氏 時代 | (役蝦夷時代：1789年 - 1871年)・(開所・場所関係期※)                                | (役蝦夷時代：1789年 - 1871年)・(開所・場所関係期※)                                | (役蝦夷時代：1789年 - 1871年)・(開所・場所関係期※)                                | (役蝦夷時代：1789年 - 1871年)・(開所・場所関係期※)                                | (役蝦夷時代：1789年 - 1871年)・(開所・場所関係期※)                                | (役蝦夷時代：1789年 - 1871年)・(開所・場所関係期※)                                | (役蝦夷時代：1789年 - 1871年)・(開所・場所関係期※)                                | ギレミ                        | ダイチン グルン (清朝) | ダイチン グルン (清朝) | 1789年 - クナシリ・メナシの戦い⇒「役蝦夷時代」の始まり。                                              |
| 19世紀  | 江戸   | 松前氏 時代 | (役蝦夷時代：1789年 - 1871年)・(開所・場所関係期※)                                | (役蝦夷時代：1789年 - 1871年)・(開所・場所関係期※)                                | (役蝦夷時代：1789年 - 1871年)・(開所・場所関係期※)                                | (役蝦夷時代：1789年 - 1871年)・(開所・場所関係期※)                                | (役蝦夷時代：1789年 - 1871年)・(開所・場所関係期※)                                | (役蝦夷時代：1789年 - 1871年)・(開所・場所関係期※)                                | (役蝦夷時代：1789年 - 1871年)・(開所・場所関係期※)                                | ギレミ                        | ダイチン グルン (清朝) | ダイチン グルン (清朝) | フヴォストフ事件(1789年)・ゴローニン事件(1811年) ⇒日露和親条約(1854年)。                              |
| 19世紀  | 明治   | 開拓使      | 大日本帝国                                                                        | 大日本帝国                                                                        | 大日本帝国                                                                        | 大日本帝国                                                                        | 大日本帝国                                                                        | 日露雑居                                                                          | 日露雑居                                                                          | 日露雑居                      |                        | 清朝                   | 1868年 - 明治維新⇒開拓使設置(1899年)                                                                  |
| 19世紀  | 明治   | 北海 道庁   | アイヌ史的現代(1868年〜)                                                          | アイヌ史的現代(1868年〜)                                                          | アイヌ史的現代(1868年〜)                                                          | アイヌ史的現代(1868年〜)                                                          | アイヌ史的現代(1868年〜)                                                          | (千島国)                                                                          |                                                                                   |                               |                        | 清朝                   | 1875年 - 千島・樺太交換条約。/1899年 - 旧土人保護法施行。                                             |
| 20世紀  | 明治   | 北海 道庁   | 新アイヌ文化(18世紀〜)                                                            | 新アイヌ文化(18世紀〜)                                                            | 新アイヌ文化(18世紀〜)                                                            | 新アイヌ文化(18世紀〜)                                                            | 新アイヌ文化(18世紀〜)                                                            | (千島国)                                                                          | (樺太庁)                                                                          | ロシア帝国                    | ロシア帝国             | 中華 民国              | 1905年 - ポーツマス条約。/1930年 - 北海道アイヌ協会成立。                                             |
| 20世紀  | 昭和   | 北海 道庁   | 変容期終末期(1869年 - 1899年)/近現代(1899年〜)※                                   | 変容期終末期(1869年 - 1899年)/近現代(1899年〜)※                                   | 変容期終末期(1869年 - 1899年)/近現代(1899年〜)※                                   | 変容期終末期(1869年 - 1899年)/近現代(1899年〜)※                                   | 変容期終末期(1869年 - 1899年)/近現代(1899年〜)※                                   | ソ連                                                                              | ソ連                                                                              | ソ連                          | ソ連                   | 中華 民国              | 1945年 - ソ連による樺太・千島占領                                                                     |
| 20世紀  | 昭和   | 北海 道庁   | 日本国北海道                                                                      | 日本国北海道                                                                      | 日本国北海道                                                                      | 日本国北海道                                                                      | 日本国北海道                                                                      | ソ連                                                                              | ソ連                                                                              | ソ連                          | ソ連                   | 中華人民 共和国        | 1997年 - アイヌ文化振興法施行。                                                                       |
| 21世紀  | 平成   | 北海 道庁   |                                                                                   |                                                                                   |                                                                                   |                                                                                   |                                                                                   | ロシア連邦                                                                        | ロシア連邦                                                                        | ロシア連邦                    | ロシア連邦             | 中華人民 共和国        | 2019年 - アイヌの人々の誇りが尊重される社会を 実現するための施策の推進に関する法律成立。              |

下線は(3)佐々木の時代区分論、斜体は(5)宇田川による時代区分論、※は(4)河野による時代区分論をそれぞれ指す。また、この表はいくつかの異なる時代区分表を便宜的に一つに纏めたものであり、本来の時代区分を正確に表せていない箇所がある。例えば、宇田川洋の提唱する「チャシ文化(チャシ時代)」と「新アイヌ文化」の区切りは18世紀とされるが、この表では体裁の統一のため区切りが18世紀となっていない。